# Valorugby Emilia 2019-2020

## TOP12 2019-20

### Stagione regolare
| Incontro                      | Andata | Ritorno   |
| ----------------------------- | ------ | --------- |
| Valorugby Emilia — Viadana    | 34-17  | 17-21     |
| San Donà — Valorugby Emilia   | 20-19  | annullata |
| Valorugby Emilia — I Medicei  | 38-3   | annullata |
| S.S. Lazio — Valorugby Emilia | 7-34   | annullata |
| Valorugby Emilia — Lyons      | 40-20  | annullata |
| Mogliano — Valorugby Emilia   | 0-36   | annullata |
| Valorugby Emilia — Petrarca   | 24-18  | annullata |
| Valorugby Emilia — Colorno    | 29-21  | annullata |
| Fiamme Oro — Valorugby Emilia | 30-30  | annullata |
| Valorugby Emilia — Calvisano  | 22-16  | annullata |
| Rovigo — Valorugby Emilia     | 36-29  | annullata |

#### Risultati della stagione regolare
| Posizione | G  | V | N | P | PF  | PS  | DP   | B  | Pt |
| --------- | -- | - | - | - | --- | --- | ---- | -- | -- |
| 2ª        | 12 | 8 | 1 | 3 | 352 | 209 | +143 | 10 | 44 |

## Coppa Italia 2019-20

### Prima fase
| Incontro                   | Risultato |
| -------------------------- | --------- |
| Viadana — Valorugby Emilia | 34-23     |
| Valorugby Emilia — Lyons   | 47-12     |

#### Risultati della prima fase
| Posizione | G | V | N | P | PF | PS | DP  | B | Pt |
| --------- | - | - | - | - | -- | -- | --- | - | -- |
| 2ª        | 2 | 1 | 0 | 1 | 70 | 46 | +24 | 1 | 5  |